# فلاديمير بوتانين
فلاديمير أوليجوفيش بوتانين (بالروسية: Владимир Потанин)‏ (ولد في 3 يناير 1961) هو ملياردير روسي وفاعل خير. كون ثروته من خلال مساهمته في البرنامج المثير للجدل القروض مقابل الأسهم في روسيا. ويعتبر بوتانين من أغنى رجال الأعمال في روسيا، فوصل صافي رأس ماله إلى حوالي 13.5 مليار دولار (طبقا لإحصائية مجلة فوربس عام 2016).
شارك بوتانين لفترة طويلة رجل الأعمال ميخائيل بروخوروف حتى قرروا الانفصال في عام 2008. وضع الثنائي أصولهم المتبادلة في شركة قابضة، شركة فوليتينا للتجارة، حتى قاموا بتقسيم الأصول.

## السيرة الذاتية

### النشأة والتعليم
ولد بوتانين في موسكو، في الإتحاد السوفياتي السابق، في عائلة شيوعية رفيعة المستوى. في عام 1978، التحق بوتانين بكلية العلاقات الاقتصادية الدولية في معهد موسكو الحكومي للعلاقات الدولية (MGIMO)، المهتمه بتأهيل الطلاب للالتحاق بوزارة خارجية الاتحاد الروسي
. بعد التخرج اتبع فلاديمير خطى والده وعمل في منظمة "FTO" "Soyuzpromexport" المتعاقدة مع وزارة التجارة الخارجية في الاتحاد السوفييتي.

### الحياة العملية
خلال البيريسترويكا، وتحديدا في عام 1991، استقال بوتانين من إدارة شركة التجارة الخارجية التي كان يعمل فيها لينشئ شركتة الخاصة والتي أسماها مؤسسة إنتيروس الخاصة معتمدا على خبرته وعلاقاته الواسعة التي اكتسبها من عملة في وزارة التجارة الخارجية لعدة أعوام.

في عام 1993، أصبح بوتانين رئيس البنك المتحد للإستيراد والتصدير. كما عمل كنائب رئيس وزراء الإتحاد الروسي في الفترة ما بين 14 أغسطس 1996 و 17 مارس 1997 لذلك يعتبر بوتانين هو أول نائب رئيس للوزراء. من أغسطس 1998، وبوتانين هو الرئيس ورئيس مجلس إدارة شركة إنتيروس.
يمتلك بوتانين 30% من شركة إنتيروس وتسيطر على شركة نوريلسك الروسية العملاقة لصناعة النيكل، المملوكة من قبل روسال التي يملكها الملياردير الروسي أوليغ ديريباسكا، أبران ريزنيكوف وعلي شير عثمانوف. منذ مارس عام 2003، تولى بوتانين مسئولية إدارة المجلس الوطني لحومكة الشركات (NSKU)، والذي يهدف إلى تحسين النظام التشريعي في روسيا، إدخال المعايير المهنية والأخلاقية لحوكمة الشركات في محاولة منه لزيادة الإستثمار وخصوصا من رجال الأعمال الروس.
منذ ديسمبر 2001، أصبح بوتانين عضوا في مجلس الأمناء لمؤسسة غوغنهايم أر. سليمان (نيويورك) (NYC). في إبريل 2003، تم انتخاب بوتانين لمنصب رئيس مجلس أمناء الإرميتاج، القسم الأكثر شهرة في متحف الفن الروسي. منذ عام 2005، بوتانين عضوا في الدائرة العامة لروسيا. في يناير 2007، في باريس، تم تعيين بوتانين كضابط ترتيب الفنون والأدب لإسهاماته الثقافية، جهزت وزارة الثقافة والاتصالات الفرنسية حفلة على شرف هذا التعيين. في مارس 2009، رفع بوتانين دعوى قضائية ضد شريكه التجاري السابق ميخائيل بروخوروف على مبلغ 29 مليون دولار على خلاف ملكية في موسكو.
في مايو 2015، تم رفع دعوى من قبل فنيشيكونومبانك بحثا عن تعويضات عن الخسائر من تصفية الشركة، حيث كان بوتانين يملك حصة غير مباشرة.

### الحياة الشخصية

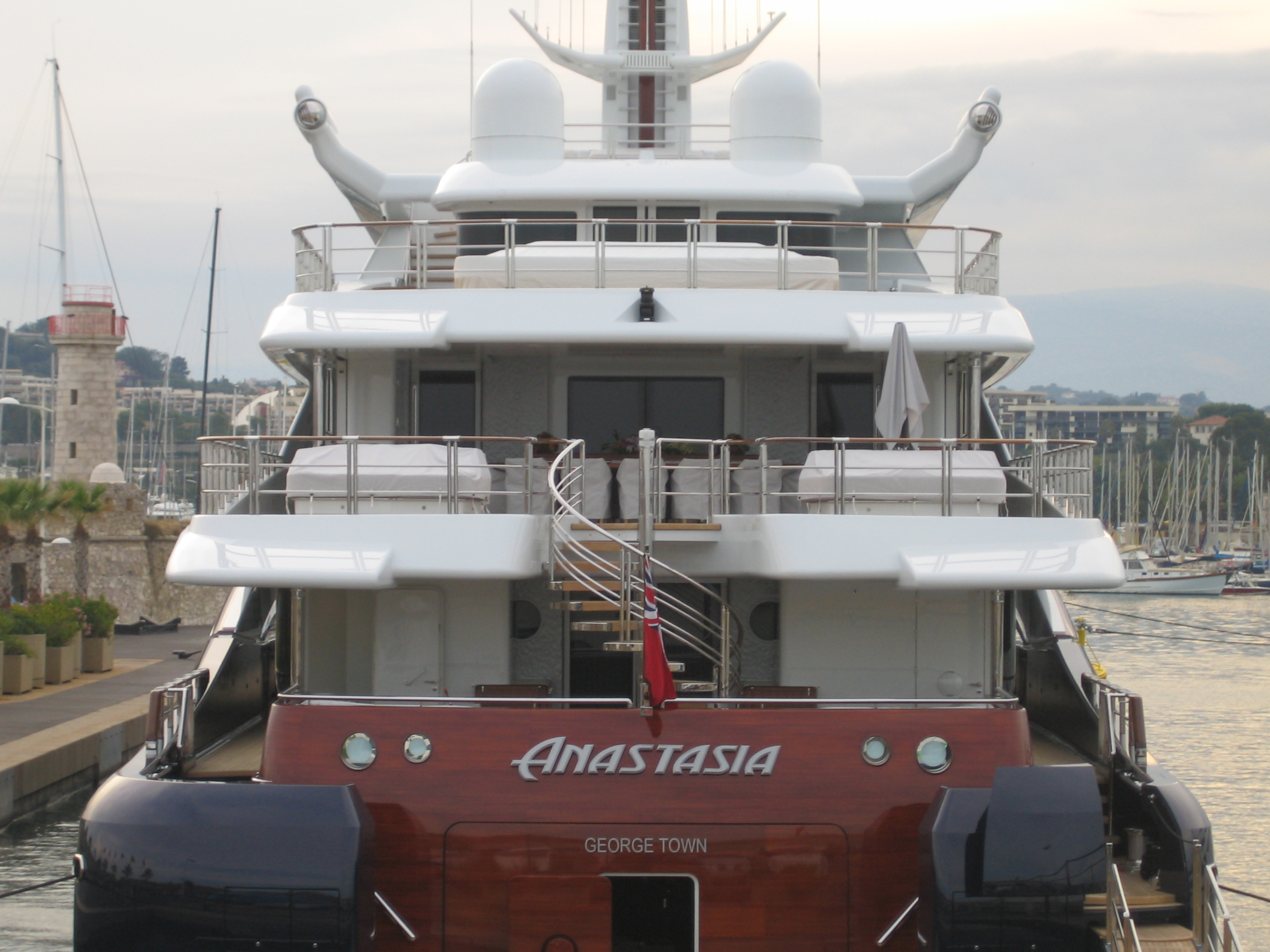
يمتلك بوتانين يخت أناستازيا بطول 76 متر.

تزوج فلاديمير للمرة الأولى من ناتاليا بوتانين، رزق الثنائي بثلاثة أطفال. لم يستمر الزواج فترة طويلة فانفصلا في ديسمبر 2013.

تزوج فلاديمر للمرة الثانة في عام 2014 من لايكاترينا. يتقن بوتانين العديد من اللغات مثل الروسية، الإنجليزية والفرنسية.
يمتلك فلاديمير يختين فاخرين، تم بنائهم من قبل شركة أوشينيا:
- يخت بطول 88.5 متر (290 قدم)، نيرفانا، بني في عام 2012.
- يخت بطول 76 متر(249 قدم)، أناستازيا، بني في عام 2008.

### الأعمال الخيرية
في 1 ديسمبر 2011، تبرع بوتانين بمبلغ 5 ملايين دولار لمركز كينيدي.

## الجوائز
حصل بوتانين على العديد من الأوسمة تقديرا لجهوده في المجالات المختلفة مثل:
- وسام الإستحقاق الوطني (من الدرجة الرابعة)
- وسام ألكسندر نيفيسكي
- وسام نقابة الفنون والآداب

## وصلات خارجية
- فلاديمير بوتانين على موقع IMDb (الإنجليزية)
- فلاديمير بوتانين على موقع الموسوعة البريطانية (الإنجليزية)
- فلاديمير بوتانين على موقع مونزينجر (الألمانية)
- فلاديمير بوتانين على موقع كينوبويسك (الروسية)

- السيرة الذاتية لفلاديمير بوتانين.
- فوربس.كوم- مليارديرات العالم لعام 2006- فلاديمير بوتانين #89.
- فوربس.كوم- مليارديرات العالم لعام 2007- فلاديمير بوتانين #38.
- أغنى رجل روسي ما زال يزداد ثراء.
- زوجة بوتانين تريد نصف ثروته للطلاق (أضخم وثيقة طلاق).
- تبرع بوتانين بخمسه مليون دولار لمركز كينيدي